# Харламов мост (Колпино)
Харла́мов мост — пешеходный металлический балочный мост через Комсомольский канал в городе Колпино (Колпинский район Санкт-Петербурга).

## Расположение
Расположен восточнее Октябрьской улицы. Выше по течению находится Тверской мост, ниже — безымянный железнодорожный мост.

## Название
Название присвоено 3 июля 2012 года, по наименованию Харламова ручья, который впадает в Комсомольский канал вблизи моста.

## История
Первый деревянный мост на этом месте был построен в конце 1960-х годов. Существующий мост построен в конце 1980-х годов.

## Конструкция
Мост трёхпролётный металлический балочный. Пролётное строение состоит из металлических балок, объединённых плитой прохожей части. Опоры металлические сварные рамной конструкции, на металлических трубчатых сваях, заполненных бетоном. Общая длина моста составляет 41,8 м, ширина — 2,9 м.
Мост предназначен для движения пешеходов. Покрытие прохожей части — асфальтобетон. Перильное ограждение металлическое сварное. 